# Lieu de mémoire
Le lieu de mémoire est un concept historique forgé par l'historien Pierre Nora pour désigner un support matériel ou immatériel ayant une valeur dans la mémoire collective.
Le terme a été mis en avant par l'ouvrage Les Lieux de mémoire, paru sous la direction de Pierre Nora entre 1984 et 1992. Le mot fait son entrée dans le dictionnaire Le Grand Robert de la langue française de 1993 et devient d’un usage courant.

## Concept
L'expression « lieu de mémoire » est forgée par Pierre Nora pour désigner tout support matériel ou immatériel porteur au présent de valeurs symboliques de « mémoire collective du passé ». Il s’agit d'artefacts chargés idéologiquement pour diffuser auprès de la population une vision déterminée de l’histoire.
Pour caractériser les lieux de mémoires, Nora part de la combinaison des dualités présentes dans la ville : passé et présent ; sacré et prosaïque; individu et collectivité, etc., jusqu'à atteindre les processus d'idéalisation, de description, de symbolisation articulés à travers deux vecteurs : la mémoire et l'identité d'une part, et d'autre part l'apprentissage, la (re)connaissance et le voyage.
Le concept est interprété comme une opposition relativement nouvelle à la manière d'écrire l'histoire et de penser la mémoire collective en France. Son élaboration vise à répondre à des questions sur les mémoires collectives et nationales tout en s'interrogeant sur les relations que celles-ci entretenaient avec l'histoire en tant que discipline. Si on la définit en premier lieu comme l'ensemble des lieux où la mémoire collective s'ancre, se condense, se cristallise, s'abrite et s'exprime, la notion s'étendrait à toute unité significative, d'ordre matériel ou idéal, dont la volonté des hommes ou le travail du temps a fait un élément symbolique du patrimoine mémoriel d'une communauté quelconque. Un lieu de mémoire n’est pas n’importe quel lieu dont on se souvient, mais un lieu où la mémoire agit.
Ce qui fait d’un lieu un lieu de mémoire, c’est à la fois sa condition de carrefour où se croisent différents chemins de mémoire, et sa capacité à perdurer et à être sans cesse remodelé, réinterprété et revisité. D'une certaine manière, les lieux de mémoire montrent que la mémoire de la ville est au bord de l’extinction. Cette attention portée à la mémoire ne peut s’expliquer que parce qu’elle a disparu, a cessé d’être vécue dans la vie quotidienne et se trouve reléguée dans l'histoire et dans les lieux de mémoire.

## Les Lieux de mémoire
Dès 1978, dans sa contribution sur la « mémoire collective » dans l'encyclopédie La Nouvelle Histoire, Pierre Nora note que « l’histoire s’écrit désormais sous la pression des mémoires collectives », qui cherchent à « compenser le déracinement historique du social et l’angoisse de l’avenir par la valorisation d’un passé qui n’était pas jusque-là vécu comme tel. » Selon lui, 

« un lieu de mémoire dans tous les sens du mot va de l'objet le plus matériel et concret, éventuellement géographiquement situé, à l'objet le plus abstrait et intellectuellement construit. »

Il peut donc s'agir d'un monument, d'un personnage important, d'un musée, des archives, tout autant que d'un symbole, d'une devise, d'un événement ou d'une institution. Même les réseaux sociaux sont utilisés actuellement comme lieux de mémoire virtuelle.
« Un objet », explique Nora, « devient lieu de mémoire quand il échappe à l'oubli, par exemple avec l'apposition de plaques commémoratives, et quand une collectivité le réinvestit de son affect et de ses émotions ». Au contraire de la généalogie, qui investit essentiellement l'histoire et la filiation de familles, en se limitant à l'histoire personnelle ou à celle des personnes entre lesquelles existe un lien, les lieux de mémoire se réfèrent à l'histoire collective. Par leur biais, on peut aborder les institutions, les collectivités et leurs organisations, les grands corps de l'État, les communautés religieuses.
Les volumes des Lieux de mémoire constituent une référence essentielle pour l'histoire culturelle en France. Ils ont été traduits en anglais et publiés de façon sélective (environ un tiers des articles ont été repris) par les presses universitaires de Chicago entre 2001 et 2009, sous le titre Rethinking France. Ces problématiques seront reprises en Allemagne, en Italie, aux Pays-Bas, au Luxembourg, au Québec et en Russie.
En 1987, alors que seule une partie des volumes est publiée, l'historien Henry Rousso déplore l'absence « d'une définition opératoire de la mémoire collective » et demande « ce qui justifie ici les choix "ponctuels" des divers lieux étudiés. »

### Table des matières desLieux de mémoire

#### I. La République
- Symboles :
  - Les trois Couleurs
  - Le calendrier républicain
  - La Marseillaise
- Monuments :
  - Le Panthéon
  - La mairie
  - Les monuments aux morts
- Pédagogie :
  - Le Grand Dictionnaire de Pierre Larousse
  - Lavisse, instituteur national
  - Le Tour de la France par deux enfants
  - La bibliothèque des Amis de l'instruction du IIIe arrondissement
  - Le Dictionnaire de pédagogie de Ferdinand Buisson
- Commémorations :
  - Les centenaires de Voltaire et de Rousseau
  - Le 14 juillet
  - Les funérailles de Victor Hugo
  - Le Centenaire de la Révolution française
  - L'Exposition coloniale de 1931
- Contre-mémoire :
  - La Vendée, région-mémoire
  - Le Mur des Fédérés

#### II. La Nation
- Héritage :
  - Chancelleries et monastères
  - Le lignage
  - Les sanctuaires royaux
  - Reims, ville du sacre
- Historiographie :
  - Les Grandes Chroniques de France
  - Les Recherches de la France d'Augustin Thierry
  - Les Lettres sur l'histoire de France, d'Augustin Thierry
  - L'Histoire de France de Lavisse
  - L'heure des Annales
- Paysages :
  - Le paysage du peintre
  - Le paysage du savant
  - Les Guides-Joanne
  - Le Tableau de la géographie de la France de Vidal de La Blache
- Le territoire :
  - Des limites féodales aux frontières politiques
  - Des limites d'État aux frontières nationales
  - Une mémoire-frontière : l'Alsace
  - L'Hexagone
  - Nord-Sud
- L'État :
  - La symbolique de l'État
  - Versailles, l'image du souverain
  - Versailles, fonctions et légendes
  - Le Code civil
  - La Statistique générale de la France
  - Les Mémoires d'État
- Le patrimoine :
  - La notion de patrimoine
  - Naissance des musées de province
  - Alexandre Lenoir et les musées des Monuments français
  - Arcisse de Caumont et les sociétés savantes
  - Guizot et les institutions de mémoire
  - Mérimée et l'Inspection des monuments historiques
  - Viollet-le-Duc et la restauration
- La gloire :
  - Mourir pour la patrie
  - Le soldat Chauvin
  - Le Retour des cendres
  - Verdun
  - Le musée historique de Versailles
  - Le Louvre
  - Les morts illustres
  - Les statues de Paris
  - Le nom des rues
- Les mots :
  - La Coupole
  - Le Collège de France
  - La chaire, la tribune, le barreau
  - Le Palais Bourbon
  - Les classiques scolaires
  - La visite au grand écrivain
  - La Khâgne
  - Les trésors de la langue

#### III. Les France
- Conflits et partage :
  - Francs et Gaulois
  - L'Ancien Régime et la Révolution
  - Catholiques et laïcs
  - Le peuple
  - Les rouges et les blancs
  - Français et étrangers
  - Vichy
  - Gaullistes et communistes
  - La droite et la gauche
- Minorités religieuses :
  - Port-Royal
  - Le musée du Désert
  - Grégoire, Dreyfus, Drancy et Copernic
- Partages de l'espace-temps :
  - Le front de mer
  - La forêt
  - La ligne Saint-Malo-Genève
  - Paris-Province
  - Le centre et la périphérie
  - La région
  - Le département
  - La génération
- Modèles :
  - La terre
  - Le clocher
  - La cathédrale
  - La cour
  - Les grands corps
  - Les armes
  - La profession libérale. Un cas, le barreau
  - L'entreprise
  - Le métier
  - L'Histoire de la langue française, de Ferdinand Brunot
- Enracinements :
  - Le local
  - Le Barzaz Breiz
  - Le Félibrige
  - Proverbes, contes et chansons
  - Le Manuel de folklore français
- Singularités :
  - La conversation
  - La galanterie
  - La vigne et le vin
  - La gastronomie
  - Le café
  - Le Tour de France
  - La Recherche du temps perdu, de Marcel Proust
- Enregistrement :
  - La généalogie
  - L'étude du notaire
  - Les vies ouvrières
  - L'âge industriel
  - Les archives
- Hauts lieux :
  - Lascaux
  - Alésia
  - Vézelay
  - Notre-Dame de Paris
  - Les châteaux de la Loire
  - Le Sacré-Cœur de Montmartre
  - La tour Eiffel
- Identifications :
  - Le coq gaulois
  - La Fille aînée de l'Église
  - Liberté, Égalité, Fraternité
  - Charlemagne
  - Jeanne d'Arc
  - Descartes
  - Le roi
  - L'État
  - Paris
  - Le génie de la langue française

#### Sources utilisées pour la rédaction de l'article
- (ca) Jaume Garcia Llorens, La ciutat de València. Estudi interdisciplinari contemporani. Local i universal. Memòria i contemporaneïtat. Individu i societat. Espai i escriptura (thèse de doctorat), Castellón de la Plana, Universitat Jaume I, 2023, 670 p. (lire en ligne) — disponible sous licence CC BY 4.0
- Henry Rousso, « Un jeu de l'oie de l'identité française », Vingtième Siècle : Revue d'histoire, no 15,‎ juillet-septembre 1987, p. 151-154 (lire en ligne)
- Emmanuel Filhol et Marie-Christine Hubert, Les Tsiganes en France : un sort à part, 1939-1946, Éditions Perrin, 2009
- Sonja Kmec, Benoît Majerus, Michel Margue et Pit Péporté, Dépasser le cadre national des 'Lieux de mémoire'. Innovations méthodologiques, approches comparatives, lectures transnationales (Frankfurt a.M. : Peter Lang, 2009)

#### Autres ouvrages et thèses
L'approche de Pierre Nora a inspiré des thèses et des ouvrages et est appliquée à des terrains étrangers en dehors de la France.

##### Pour la France
- Jean-Pierre Vallat (dir.), Mémoires de patrimoine, Paris, Éditions L'Harmattan, 2008, 319 p. (ISBN 978-2-296-06501-7, lire en ligne)Contributions de : Jean-Pierre Vallat, Yves Bottineau-Fuchs, Anne-Gaël Dagua-Blanc, Eric Lehy, Clémence de Sainte Marie, Stéphano Benatti, Jean-Claude Croizé, Peter Rupp, Nathalie Méraud, Martine Chaudron, Nicolas Walton, Marie-Claire Hoock-Demarle, Jochen Hoock, Adelaîde Cazes, Katharina von Bülow, Etienne François, Marie-Louise Pelus-Kaplan, Alain Pélissier, Vincent Dumont

##### Pour l'Algérie
- Emmanuel Alcaraz, les lieux de mémoire de la guerre d'indépendance algérienne, Paris, Karthala, 2017  (ISBN 9782811119034)

##### Pour l'Allemagne
- Étienne François, Hagen Schultze (sous la direction de), Mémoires allemandes, Paris, Gallimard, 2007
- Kornelia Kończal, miejsce pamięci, dans: Magdalena Saryusz-Wolska, Robert Traba, en collaboration avec Joanna Kalicka (dir.): Modi Memorandi. Interdyscyplinarny leksykon kultury pamięci,Varsovie, Scholar, 2014, p. 229-234.
- Kornelia Kończal, The (non-)travelling concept of les lieux de mémoire. Eastern and Central European Perspectives (avec Maciej Górny), dans: Małgorzata Pakier und Joanna Wawrzyniak (dir.): Memory and Change in Europe: Eastern Perspectives, New York, Berghahn Books, 2016, p. 59-76.
- Kornelia Kończal, Pierre Noras folgenreiches Konzept von les lieux de mémoire und seine Re-Interpretationen: eine vergleichende Analyse, dans: Geschichte in Wissenschaft und Unterricht, nº 1–2, 2011, p. 17-36.
- Kornelia Kończal, Polish-German Realms of Memory. A new paradigm? (avec Maciej Górny, Hans Henning Hahn et Robert Traba), Acta Poloniae Historica, nº 106, 2012, p. 155-167.
- Deutsch-Polnische Erinnerungsorte, 4 vol., dir. de Hans Henning Hahn et Robert Traba en collaboration avec Maciej Górny et Kornelia Kończal, Paderborn: Schöningh, 2012-2015.

##### Pour le Canada
- Jacques Mathieu, Jacques Lacoursière, les mémoires quebecoises, Québec, Presses de l’université de Laval, 1991

##### Pour la Tchéquie et la Slovaquie
- Jean-Philippe Namont, « Une mémoire tchécoslovaque existe-t-elle en France ? », Diasporas, histoire et société, revue de l’UMR 5136 du CNRS, Laboratoire FRAMESPA (France méridionale et Espagne, Histoire des sociétés du Moyen Âge à l’époque contemporaine), Équipe DEI (Diasporas - échanges – identités), no 6, juin 2005, numéro sur le thème « Migrations en mémoire », p. 121-132, et « Les Tchécoslovaques de France et la mémoire de la Première Guerre mondiale », Guerres mondiales et conflits contemporains, no 228, octobre 2007, p. 107-118. https://www.cairn.info/revue-guerres-mondiales-et-conflits-contemporains-2007-4-page-107.htm

##### Pour la Russie
- Georges Nivat (sous la direction de ), les sites de la mémoire russe (3 tomes), Paris, Fayard, 2007.